# Pachydema nitidicollis
Pachydema nitidicollis är en skalbaggsart som beskrevs av Leon Fairmaire 1876. Pachydema nitidicollis ingår i släktet Pachydema och familjen Melolonthidae. Inga underarter finns listade i Catalogue of Life.